# Barbara Muszyńska
Barbara Muszyńska (ur. 11 listopada 1921 w Krakowie, zm. 24 lutego 2002 w Krakowie) – polska piosenkarka i śpiewaczka.

## Życiorys
Występy rozpoczęła w dzieciństwie wraz z braćmi w chórach amatorskich. Po wojnie pobierała nauki śpiewu u Marii Modrakowskiej.
W 1948 wstąpiła do Chóru i Orkiestry Polskiego Radia w Krakowie pod dyrekcją Jerzego Gerta, a dwa lata później miał miejsce jej debiut sceniczny w solowej roli Staruszki w Strasznym Dworze.
Zastępując chorą koleżankę w kwartecie wokalnym rozpoczęła karierę piosenkarską. Od 1951 nagrała wiele utworów klasycznych i współczesnych, występując przed mikrofonami Polskiego Radia z towarzyszeniem zarówno orkiestry krakowskiej, jak i (w repertuarze rozrywkowym) m.in. z orkiestrami pod dyrekcją Henryka Debicha, Ryszarda Damrosza, Stanisława Hasa i Stefana Rachonia. Uczestniczyła również w programach muzycznych i estradowych, transmitowanych przez radio i telewizję, m.in. Trzeba mieć szczęście, Podwieczorek przy mikrofonie oraz Rewia piosenek i humoru.
W opinii krytyków miała „ciekawą barwę głosu, doskonale nadającą się do piosenek nastrojowych: ciemny, trochę senny, niski alt”. Do bardziej znanych utworów wykonywanych przez Muszyńską należały piosenki „Uralska jarzębina”, „Uliczka w Barcelonie” (z orkiestrą Jerzego Gerta), „Tylko echo” (w duecie z Włodzimierzem Kotarbą), „Que sera, sera”, „Morze” (słowa i muzyka Jerzy Lawina-Świętochowski).